# Henry Habberley Price
Henry Habberley Price, kurz auch H. H. Price (* 17. Mai 1899 in Neath (Glamorgan Wales); † 26. November 1984 in Oxford) war ein walisischer Philosoph, in dessen wissenschaftlichem Interesse die Philosophie der Wahrnehmung lag. Er beschäftigte sich aber auch mit Fragen der Parapsychologie.

## Leben und Wirken
Price erhielt seine schulische Ausbildung am Winchester College und am New College in Oxford. Er schloss seine Ausbildung mit Auszeichnung im Jahre 1921 in Literae humaniores ab. Er war Fellow des Magdalen College in Oxford (1922–1924), Dozent für Philosophie an der Universität Liverpool (1922–1923), Fellow und Tutor des Trinity College Oxford (1924–1935), Dozent für Philosophie in Oxford (1932–1935) und Wykeham-Professor für Logik und Fellow des New College (1935–1959). Price war von 1943 bis 1944 Präsident der Aristotelian Society, im Jahre 1943 wurde er in die British Academy gewählt.
Price wurde für seine Arbeit zur Philosophie der Wahrnehmung bekannt. Er plädierte für einen ausgeklügelten ‚Sinnesdatumsbericht‘, sense-datum account obwohl er den Phänomenalismus ablehnte. In seinem Werk Thinking and Experience (Denken und Erleben) analysierte er den Weg von der Wahrnehmung zum Denken und plädierte für eine, dispositionalistische Darstellung‘ dispositionalist account der konzeptuellen Kognition. Konzepte würden als eine Art intellektuelle Fähigkeit angesehen, die sich in Wahrnehmungskontexten als Erkennungsfähigkeit manifestierten. Für Price waren die Konzepte aber keine mentale Einheit oder Repräsentationen.
Price, der sich in einzelnen Veröffentlichungen zur Parapsychologie mit verschiedenen Konzepte und Theorien auseinandersetzte, wurde zweimal die Funktion der Präsidentschaft der Society for Psychical Research anempfohlen, so in der Zeit von 1939 bis 1940 und 1960 bis 1961.

## Publikationen (Auswahl)
- Perception. (1932)
- Truth and Corrigibility. (1936)
- Hume’s Theory of the External World. (1940)
- Thinking and Representation.(1946) Hertz Trust Philosophical lecture, British Academy
- Thinking and Experience. (1953; 2. Auflage 1969)
- Belief. (1969) (1959–61 Gifford Lectures)
- Essays in the Philosophy of Religion, based on the Sarum lectures. 1971 (1972)
- Thinking and Experience, and Some Aspects of the Conflict between Science and Religion. (1996)